# Итиносэ, Кана
Кана Итиносэ (яп. 市ノ瀬 加那 Итиносэ Кана, род. 20 декабря 1996 года, Обихиро, префектура Хоккайдо, Япония) — японская сэйю. Лауреат премии Seiyu Awards в категориях «Лучшая начинающая актриса» (2021) и «Лучший актёр или актриса в главной роли» (2024).

## Биография
Кана Итиносэ родилась 20 декабря 1996 года в Обихиро, префектура Хоккайдо. Начала увлекаться просмотром аниме ещё во время обучения в начальной школе. Позднее Итиносэ отметила, что ей всегда нравились аниме-адаптации манг, опубликованных в сёнэн-журнале Weekly Shonen Jump, и назвала своим любимым произведением аниме и мангу The Prince of Tennis. Решив «получить работу, связанную с аниме», Итиносэ начала посещать дни открытых дверей школ по подготовке сэйю. Во время одного из таких посещений Итиносэ получила положительный отзыв от преподавателя, что стало решающим фактором в выборе профессии.
Окончила специальную школу музыки и танцев в Саппоро. В 2015 году успешно прошла шестую программу пробного прослушивания агентства Sigma Seven и в апреле 2016 года заключила контракт с дочерним агентством Sigma Seven E.
В конце 2017 года Итиносэ получила одну из ведущих ролей в аниме-сериале Darling in the Franxx, в котором озвучила старшую отряда паразитов по имени Итиго. Помимо озвучивания, Итиносэ в составе группы сэйю XX:me (Kiss Me) исполнила шесть закрывающих тем аниме-сериала. В январе 2019 года была утверждена на роль Марии Ноэль, главной героини аниме-сериала Fairy Gone. В аниме-сериале Shachibato! President, It’s Time for Battle! (2020) Итиносэ озвучила девушку по имени Юториа и единолично исполнила закрывающую тему под названием «Oyasumi».
На 15-й церемонии вручения премии Seiyu Awards, которая прошла в марте 2021 года, Итиносэ вместе с четырьмя другими актрисами-сэйю была удостоена премии в категории «Лучшая начинающая актриса». 1 ноября 2021 года перешла из Sigma Seven E в материнскую Sigma Seven. В марте 2024 года Итиносэ совместно с Кадзуки Урой получила премию Seiyu Awards в категории «Лучший актёр или актриса в главной роли».

## Избранная фильмография

### Аниме-сериалы
2018
- Aikatsu Friends! — Тихори Кумано
- Darling in the Franxx — Итиго[7]
- Iroduku: The World in Colors — Асаги Кадзэно[18]

2019
- Boogiepop and Others — Ая Арихата[19]
- Carole & Tuesday — Тьюзди Симмонс[20]
- Dr. Stone — Юдзуриха Огава[21]
- Fairy Gone — Мария Ноэль[12]
- Hitori Bocchi no Marumaru Seikatsu — Како Кураи[22]
- Senki Zessho Symphogear XV — Эльза[23]
- To the Abandoned Sacred Beasts — Мильелья[24]
- «Госпожа Кагуя: В любви как на войне» — Маки Сидзё[25]

2020
- Gleipnir — Тихиро Ёсиока[26]
- Golden Kamuy 3rd Season — Энонока[27]
- If My Favorite Pop Idol Made It to the Budokan, I Would Die — Рэйна[28]
- Mewkledreamy — Юри Савамура[29]
- Shachibato! President, It’s Time for Battle! — Юториа[13]
- «Акудама Драйв» — Сестра
- «Госпожа Кагуя: В любви как на войне?» — Маки Сидзё

2021
- Amaim Warrior at the Borderline — Сион Сисибэ
- Dr. Stone: Stone Wars — Юдзуриха Огава
- Higehiro — Саю Огивара[30]
- The Saint’s Magic Power Is Omnipotent — Айра Мисоно[31]

2022
- Do It Yourself!! — Мику Суридэ/Пурин[32]
- Extreme Hearts — Мишель Йегер[33]
- In the Heart of Kunoichi Tsubaki — Татиаой[34]
- Love After World Domination — Кролик-дрон[35]
- Made in Abyss: The Golden City of the Scorching Sun — Мааа[36]
- Mobile Suit Gundam: The Witch from Mercury — Сулетта Меркьюри, Эрихт Самая[37]
- Trapped in a Dating Sim: The World of Otome Games Is Tough for Mobs — Оливия[38]
- «Госпожа Кагуя: В любви как на войне — Ультраромантика» — Маки Сидзё

2023
- Ayakashi Triangle — Судзу Канадэ[39]
- Dr. Stone: New World — Юдзуриха Огава
- My Daughter Left the Nest and Returned an S-Rank Adventurer — Селена Бордо[40]
- Otaku Elf — Исудзу Коимари[41]
- Sousou no Frieren — Ферн[42]
- The Saint’s Magic Power Is Omnipotent 2nd Season — Айра Мисоно[43]
- «Ложные выводы: Второй сезон» — Маруми Оки[44]

2024
- An Archdemon’s Dilemma: How to Love Your Elf Bride — Нефи[45]
- Narenare: Cheer for You! — Мари Аиэда[46]
- Sousou no Frieren (продолжение) — Ферн
- The Strongest Tank’s Labyrinth Raids — Луна[47]
- Vampire Dormitory — Мито Ямамото[48]
- Why Does Nobody Remember Me in This World? — Ринн[49]

2025
- #Compass 2.0: Combat Providence Analysis System — Рурука[50]
- Blue Box — Аямэ Мория[51]
- Even Given the Worthless «Appraiser» Class, I’m Actually the Strongest — Алиса[52]
- Flower and Asura — Мисаки Кумори[53]
- Honey Lemon Soda — Ука Исимори[54]
- The Beginning After the End — Тессия Эралит[55]
- The Shiunji Family Children — Котоно Сиундзи[56]
- There’s No Freaking Way I’ll be Your Lover! Unless... — Сацуки Кото[57]
- Turkey! — Рина Годай[58]
- Yaiba: Samurai Legend — Намако Отоко (человек-голотурия)[59]
- Young Ladies Don’t Play Fighting Games — Мио Ёруэ[60]
- «Медалистка» — Хикару Камисаки[61]

2026
- Sousou no Frieren (второй сезон) — Ферн[62]
- The Holy Grail of Eris — Констанс Грайль[63]

### Аниме-фильмы
- 2019 — «Дитя погоды» — Сасаки
- 2022 — «Госпожа Кагуя: В любви как на войне — Первый поцелуй никогда не заканчивается» — Маки Сидзё[64]

### OVA/ONA
- 2024 — Code Geass: Rozé of the Recapture — Челис[65]
- 2025 — The Land of Nomo — Сора[66]

### Компьютерные игры
2018
- Kirara Fantasia — Оми Нидзё

2019
- Final Fantasy XIV: Shadowbringers — Райн
- Magia Record — Комати Микура

2020
- #COMPASS — Лурука
- Action Taimanin — Ёдзора Ханасаки
- Azur Lane — USS Ticonderoga, USS Bunker Hill
- Girls’ Frontline — MK 12, Scout
- Samurai Shodown — Гунсунь Ли[67]

2021
- Kanda Alice mo Suiri Suru. — Элис Канда[68]
- RED: Pride of Eden — Дроиа
- Tsukihime: A Piece of Blue Glass Moon — Хисуи[69]

2022
- Alchemy Stars — Бетель
- Brave Nine — Дэви
- Onmyoji — Сики
- SD Gundam Battle Alliance — Сакура Слэш, Сулетта Меркьюри
- Soul Tide 2021 — Инори Аманэ
- World II World — Ракка[70]

2023
- The Idolmaster Cinderella Girls: Starlight Stage — Лейла

2025
- D.C.: Da Capo Re:tune — Котори Сиракава[71]
- To Heart (ремейк) — Акари Камигиси[72]

## Награды и номинации
| Год  | Награда               | Результат | Категория                                                                                      | Работа                                                         | Прим.  |
| ---- | --------------------- | --------- | ---------------------------------------------------------------------------------------------- | -------------------------------------------------------------- | ------ |
| 2021 | Seiyu Awards          | Победа    | Лучшая начинающая актриса (вместе с Адзуми Ваки, Нацуми Фудзиварой, Рин Айрой и Рихо Сугиямой) | н/д                                                            | [ 15 ] |
| 2022 | Anime Trending Awards | 9-е место | Лучшая актриса озвучивания                                                                     | Саю Огивара из Higehiro                                        | [ 73 ] |
| 2023 | Anime Trending Awards | 9-е место | Лучшая актриса озвучивания                                                                     | Сулетта Меркьюри из Mobile Suit Gundam: The Witch from Mercury | [ 74 ] |
| 2023 | Newtype Anime Awards  | 2-е место | Лучший сэйю                                                                                    | н/д                                                            | [ 75 ] |
| 2024 | Seiyu Awards          | Победа    | Лучший актёр или актриса в главной роли (вместе с Кадзуки Урой)                                | н/д                                                            | [ 17 ] |